# 時よ燃えて!
『時よ燃えて!』（ときよもえて）は、1979年1月13日から同年3月31日まで、フジテレビ系列の『土曜劇場』（毎週土曜21:00 - 21:54）の枠で放送されたテレビドラマ。全11回。

## 内容
アーサー・ヘイリーの著作『ホテル』（Hotel、1965年刊）を翻案して制作したテレビドラマ。
名門ホテルでありながら経営危機に瀕し、買収話まで持ち上がっている「ホテル・セントラル」が舞台。ホテル・セントラルは社長の島田洋輔の理想主義が災いし、更に副総支配人を始めとするベテラン従業員たちが次々に巨大チェーンホテルの帝都ホテルに引き抜かれ、正に経営は火の車であった。そんな時、ぬぐえない過去を持つ男・菊地俊治が、就職させて欲しいとホテル・セントラルを訪れ、そして菊地は採用が決まる。そして社長のホテル愛に共感して、菊地は自らの持つ行動力と正義感を以って、帝都ホテルの買収工作からホテル・セントラルを守るべく奮闘する。そんなホテル・セントラルの内部では、菊地と平野和美との愛、その和美と時田との微妙な愛、かつて社長の愛人でもあった小島伸子と荒谷一平の関係、そして荒谷と川村良子との純朴な愛と、様々なパターンの愛が有った。愛を築きつつホテル再建に取り組む、そんなホテルマンたちの物語。
本作が放送された3か月間の平均視聴率は、16.1％（関東地方、ビデオリサーチ調べ）を記録した。
なお、翌1980年には、同じ加山雄三主演によるテレビドラマ『時よ炎のごとく!』が同じ土曜劇場の枠で放送され、これと本作とで『時よシリーズ』とも言われている。

## キャスト
- 菊地俊治：加山雄三
- 島田洋輔（社長）：芦田伸介
- 小島伸子（社長秘書）：野際陽子
- 平野和美（客室係）：梶芽衣子
- 川村良子（客室係）：秋野暢子
- 時田（フロントマネージャー）：荻島真一
- 荒谷一平（ボイラーマン）：高岡健二
- 河合（医師）：柴俊夫
- 寺岡（木曽の山林王）：多々良純
- 高遠：高橋悦史
- 泉ピン子
- 堀川（帝都ホテル社員）：田中明夫
- 野中：塚本信夫（第5話、第6話ゲスト）
- 野中照代（野中の妻）：八木昌子（第5話、第6話ゲスト）
- 野中庄一（野中の息子）：大小原繁（第6話ゲスト）
- 寺岡千恵（寺岡の孫）：秋谷陽子（第7話ゲスト）

## スタッフ
- 原作：アーサー・ヘイリー（『ホテル』より）
- プロデューサー：酒巻武彦
- 脚本：石松愛弘
- 演出：富永卓二
- 制作：フジテレビ

## 主題歌
『天までとどけ』 歌：さだまさし （作詞・作曲：さだまさし、編曲：渡辺俊幸、発売：フリーフライトレコード）